# النا مورزینا
النا مورزینا (به انگلیسی: Elena Murzina) ژیمناست زادهٔ ۱۵ ژوئن ۱۹۸۴ میلادی اهل کشور روسیه است.